# Jules Richard (fotograf)

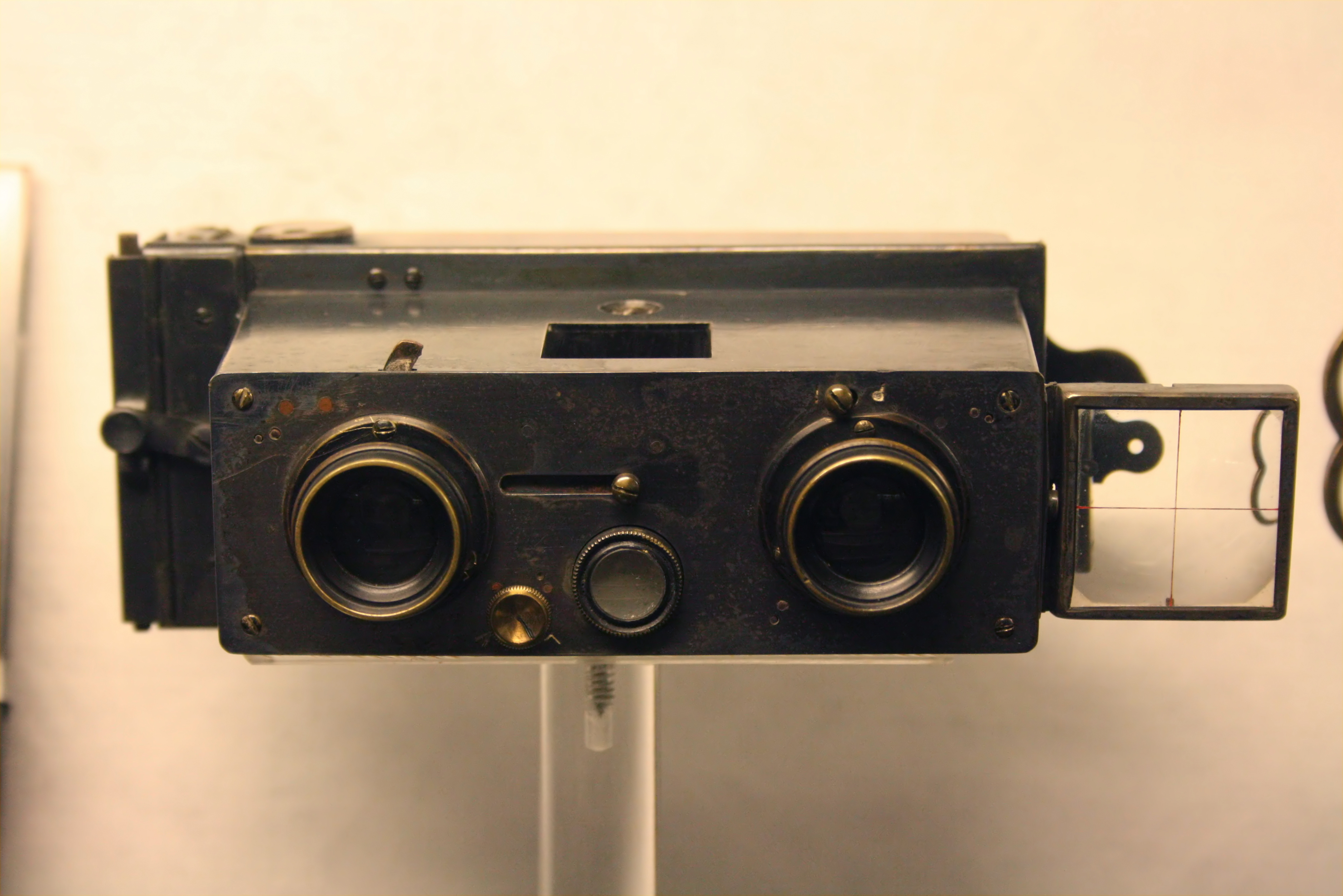
Stereofotoaparát Vérascope, asi 1895

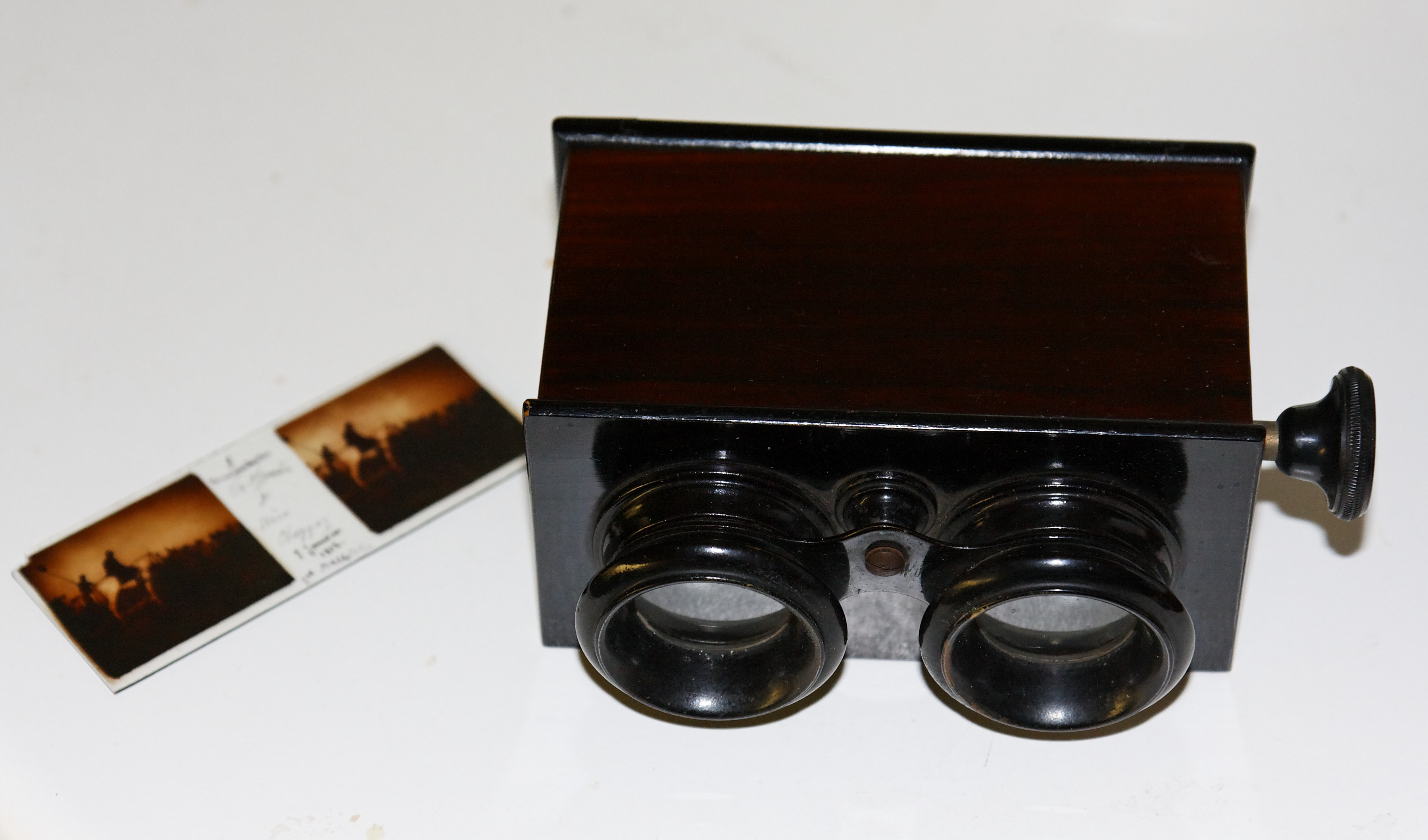
Stereoskop Vérascope Richard, stereoskopické desky 45 x 107 mm (počátek 20. století)

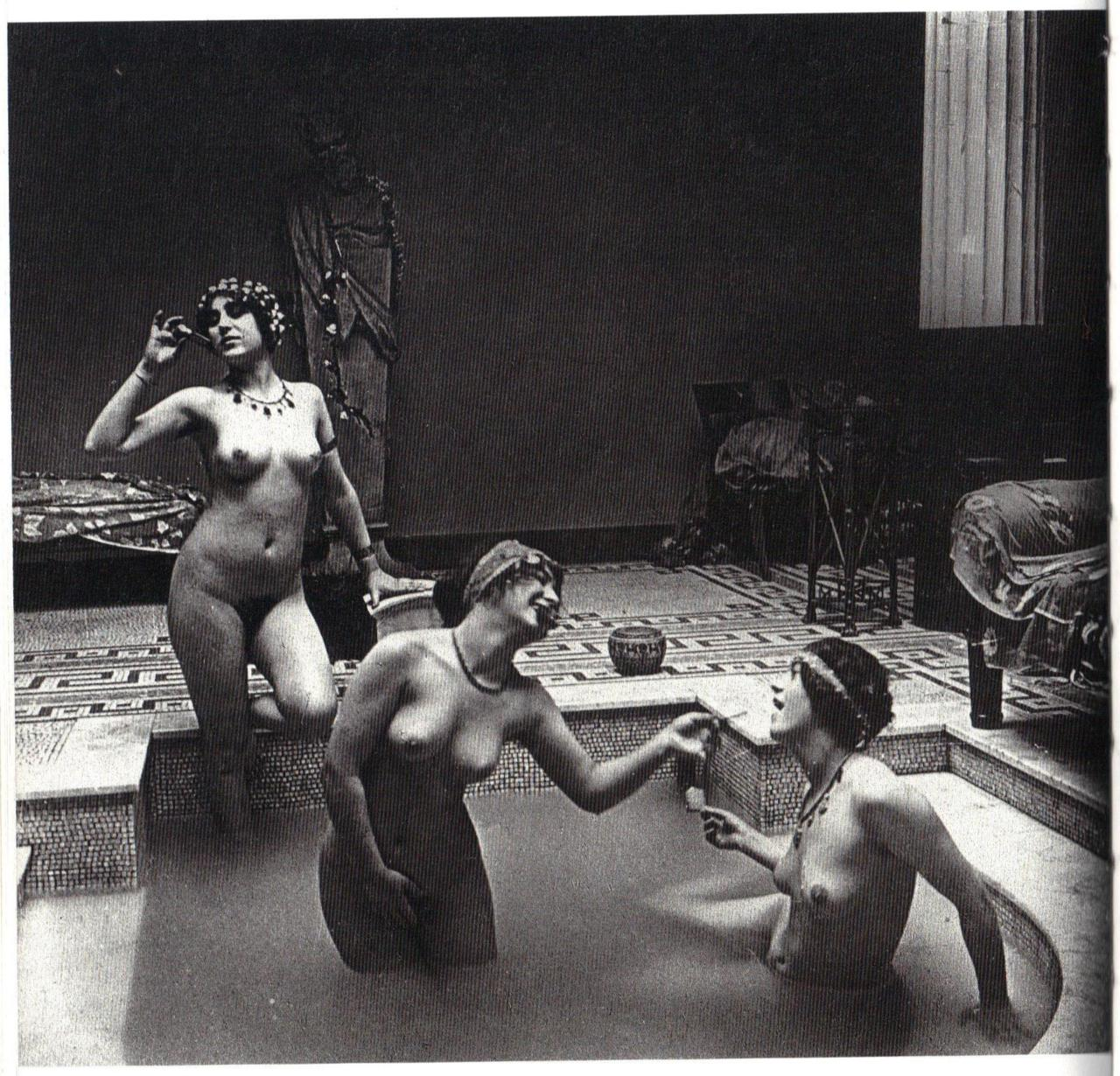
Z cyklu Dans l'Atrium, asi 1912

Jules Richard (19. prosince 1848 – 18. června 1930) byl francouzský průmyslník, fotograf a výrobce zařízení pro stereofotografii a vědecké nástroje.

## Život a dílo
V roce 1863 se vyučil hodinářem u pana Collina, kde zůstal tři roky. Po roce 1866 se stal technikem ve správě telegrafní sítě. V roce 1871 následoval svého otce a působil v čele rodinné firmy pro výrobu fotografických kamer a přesných vědeckých přístrojů. V roce 1880 patentoval barograf, který měl docela velký úspěch. Pracoval několik let se svým bratrem, v roce 1882 se stal prezidentem společnosti Société Richard Frères (Bratři Richardovi), kterou v roce 1891 přejmenoval na Société Jules Richard. Firma funguje dodnes, od roku 2008 nese název JRI Maxant.
V roce 1893 patentoval nový celokovový stereoskopický fotoaparát Vérascope. Do té doby byly stereoskopické kamery těžké a obtížně manipulovatelné. Richard představil nový formát 45 x 107 mm, který dovoloval hodně ubrat na váze a objemu zařízení. Tento vynález přišel na trh v pravý čas a měl velký úspěch. Říká se, že dopad stereofotoaparátu Julese Richarda byl téměř stejný jako Kodak George Eastmana. Nový formát se brzy stal populární, zejména proto, že společnost také dodávala zákazníkům různá rozšíření a doplňky, zkrátka vše potřebné ke splnění přání nadšenců stereofotografie. Vyráběl stereoskopické desky a filmy. Kromě verze fotoaparátu Vérascope 45 x 107 mm vyráběl velikost 6 x 13 cm a okrajově 7 x 13 cm.
Jules Richard byl sám vynikajícím fotografem. Pořídil sérii fotografií aktů Dans l'Atrium, z nichž 17 z nich vystavila v roce 2008 galerie Past to Present.Tyto fotografie byly dlouho mylně připisovány Louisi Amédéemu Mantemu a Edmondu Goldschmidtovi, ale dnes víme, že je pořídil sám Jules Richard v atriu, který sám postavil. Také sám vydal velké množství stereoskopických desek pořízených na bojištích a v zákopech během první světové války.
Post viktoriánská evropská společnost byla velmi puritánská. Nicméně, Jules Richard strávil mnoho času a úsilí fotografováním ženských aktů, a to nejen pro své vlastní potěšení. Navzdory riziku skandálu, mnoho kopií svých aktů prodal a jistě mnoho z nich si našlo své diváky. Ví se také, že kvůli aktům zaměstnával alespoň jednoho dalšího fotografa.
Jules Richard v roce 1923 po dohodě s městem Paříž založil školu a nadaci nesoucí jeho jméno, nyní Lycée technologique privé Jules Richard, byla soukromá, univerzální a zdarma.
Zemřel 18. června 1930.

## Galerie

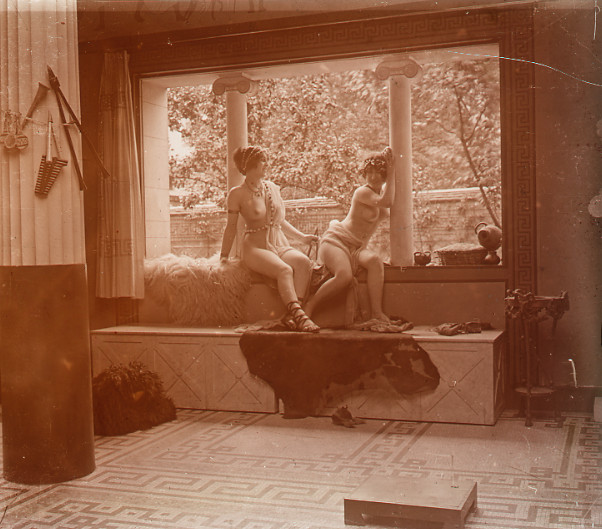
Jules Richard Stereo Production č. 2066, polovina stereofotografie
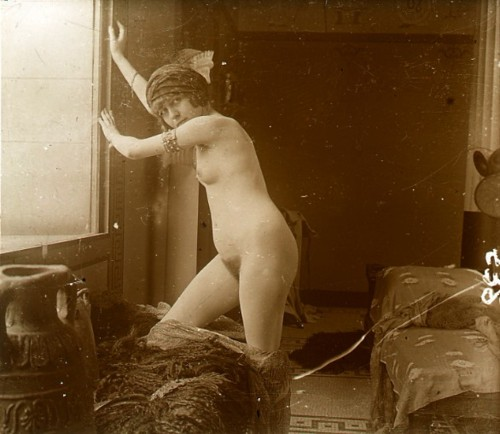
Jules Richard Stereo Production, č. 532, asi 1905
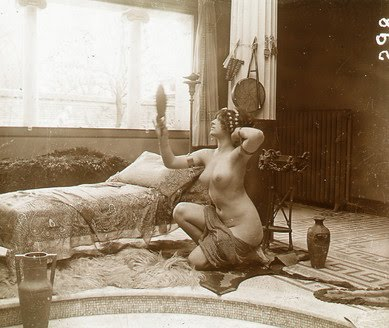
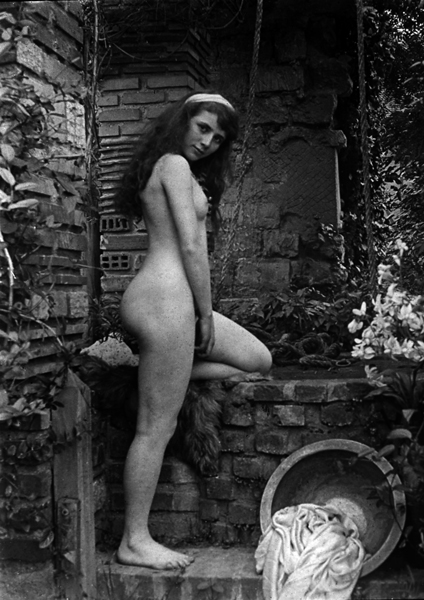
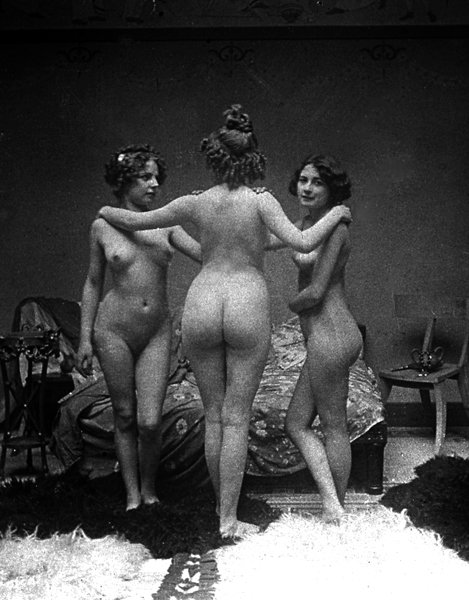
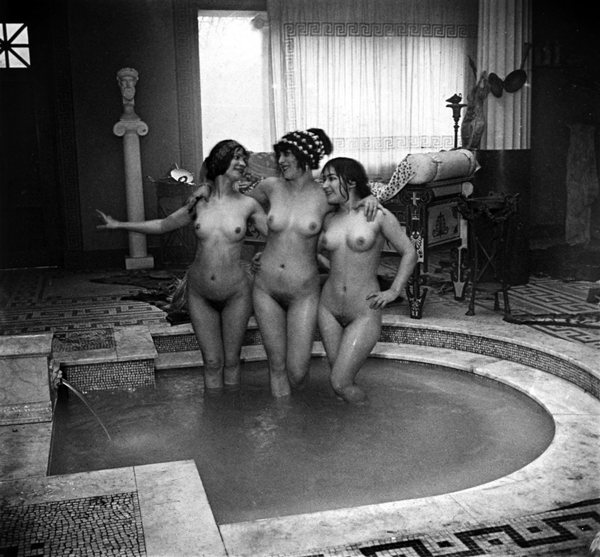
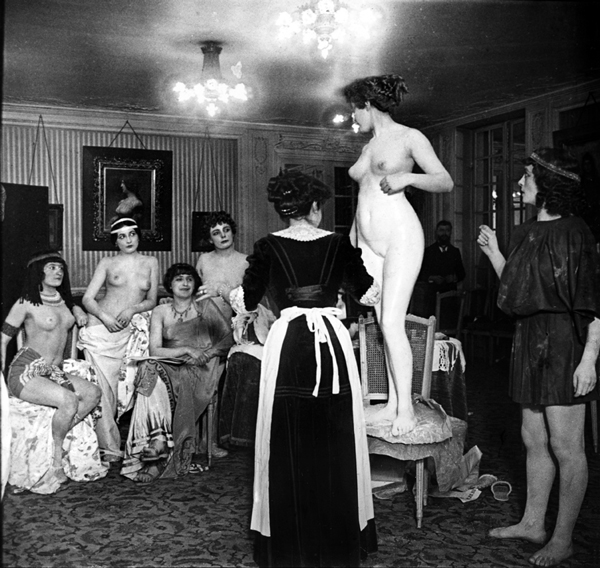
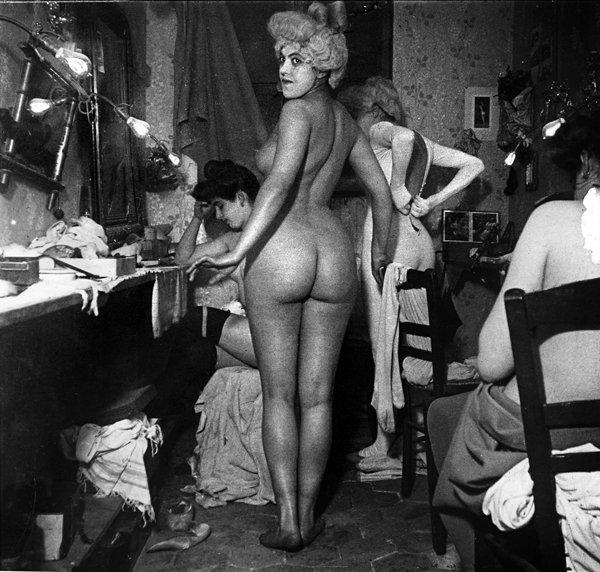
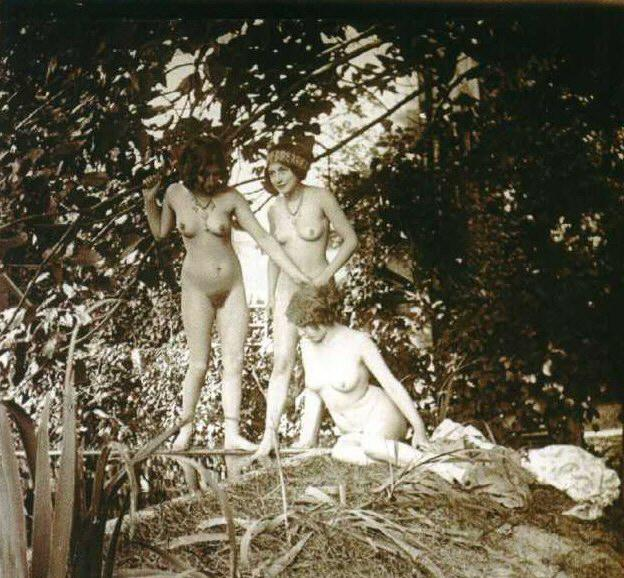
1920